# Trick Daddy
Trick Daddy, de son vrai nom Maurice Young, né le 23 septembre 1973 à Sarasota, en Floride, est un rappeur américain.

## Biographie
Trick participe à la chanson Scarred de  Luther « Luke » Campbell, ancien membre de 2 Live Crew, produite par Darren « DJ Spin » Rudnick, issu de l'album de Luke Uncle Luke publié en 1996. La chanson devient un succès et attire immédiatement l'attention des fans et producteurs. Ted Lucas, un ancien promoteur et CEO de Slip-n-Slide Records, signe le rappeur au label. Slip-n-Slide publie le premier album de Trick Daddy Dollars, Based on a True Story en 1997 ; l'album se popularise à Miami.
En 1998, à la publication de son nouvel album www.thug.com, Trick retire « Dollars » de son nom de scène. La chanson Nann Nigga en featuring avec Trina, devient un succès national, atteignant le troisième place des Billboard Hot Rap Singles. Atlantic Records signe Trick Daddy en 2000 et publie Book of Thugs: Chapter AK Verse 47 la même année. Shut Up, que Jason Birchmeier d'AllMusic considère comme « le meilleur hit de Trick », est le premier single issu de Book of Thugs. Son nouveau single, America (en featuring avec Society), est une chanson politique poignante que le rédacteur Omar Burgess compare à d'autres chansons sociologiques de Trick comme Ain't No Santa.
Son quatrième album, Thugs Are Us, publié en 2001, contient le single à succès I'm a Thug le 20 mars, atteint la 17e place du Billboard Hot 100. Son cinquième album, Thug Holiday contient la chanson In da Wind, que Birchmeier considère comme le single le plus créatif de Trick. Thug Matrimony: Married To The Streets est publié en 2004, et contient le single à succès Let's Go, produit par Lil Jon, en featuring avec Twista, qui reprend les riffs de guitare issus de la chanson Crazy Train d'Ozzy Osbourne. Cette même année, la chanson What's Happnin! deq Ying Yang Twins, atteint la 30e place du Hot 100, la 7e place du Rhythmic Top 40, et la 9e place des Hot Rap Singles. Let's Go atteint la 7e place du Hot 100, et la 4e place du Rhythmic Top 40, et la 4e place des Hot Rap Tracks. Back By Thug Demand suit en 2006 avec les singles Bet That et Tuck Ya Ice classés aux Hot R&B/Hip-Hop Singles and Tracks.
Après la publication de Back By Thug Demand, Trick Daddy participe à plusieurs singles de DJ Khaled : Born-N-Raised en 2006 issu de Listennn... the Album, I'm So Hood issu de We the Best, et Out Here Grindin' issu de We Global en 2008. Born-N-Raised atteint la 83e place des Hot RnB/Hip-Hop Singles, and "I'm So Hood" peaked at #19 on the Hot 100 and #5 on the Hot Rap Tracks. Il participe à l'album The Boatlift du rappeur Pitbull publié en 2007. Trick Daddy quitte Slip-n-Slide en 2008 et publie son huitième album Finally Famous: Born a Thug Still a Thug le 25 septembre au label Dunk Ryder Records. À la fin de 2010, Trick Daddy forme un nouveau label, Trick Daddy Music Group, signant des rappeurs Kasino, A-Dot, Dutch Dirty et 2T.

## Discographie

### Albums studio
- 1996 : Based on a True Story
- 1998 : www.thug.com
- 2000 : Book of Thugs: Chapter AK Verse 47
- 2001 : Thugs Are Us
- 2002 : Thug Holiday
- 2004 : Thug Matrimony: Married to the Streets
- 2006 : Back by Thug Demand
- 2009 : Finally Famous: Born a Thug, Still a Thug

### Mixtape
- 2012 : Dick and Dynamite

### Singles
- 1999 : Nann Nigga (featuring Trina)
- 2000 : Shut Up
- 2001 : Carlton Banks Bitch
- 2001 : Take It to da House
- 2001 : I'm a Thug
- 2002 : In da Wind (featuring Cee Lo Green)
- 2002 : Thug Holiday
- 2004 : Let's Go (featuring Lil Jon et Twista)
- 2005 : Sugar (Gimme Some) (featuring Ludacris, Lil' Kim et Cee Lo Green)
- 2006 : Drop (Low, Low, Low)
- 2006 : Bet That (featuring Chamillionaire et Gold Ru$h)
- 2006 : Duck Down (featuring Plies et The Notorious B.I.G.